# Ла Систерна
Ла Систерна (шп. La Cisterna) је општина у Чилеу. По подацима са пописа из 2002. године број становника у месту је био 85.118.

## Демографија
| 2002.  |
| ------ |
| 85,118 |